# Зубашівський Володимир Віталійович
Володимир Віталійович Зубашівський (нар. 28 лютого 1999, Чернігів) — український професійний футболіст, півзахисник ФК «Чернігів» у Першій лізі України.

## Біографія

### Кар'єра

#### Рання кар'єра
Починав кар'єру в київському РВУФК та молодіжній системі донецького «Олімпіка». У 2018 році перейшов до празької «Дукли».

#### «Чернігів»
23 серпня 2022 року підписав контракт з ФК «Чернігів» з Першої ліги України. 27 серпня дебютував у чемпіонаті проти команди «Скорук» (Томаківка) на стадіоні «Юність» у Чернігові.

## Ігри

### Клуб
Станом на матч, зіграний 14 травня 2023
| Клуб                | Сезон     | Ліга                                    | Ліга | Ліга | Кубок | Кубок | Європа | Європа | Інші | Інші | Загалом | Загалом |
| Клуб                | Сезон     | Дивізіон                                | Ігри | Голи | Ігри  | Голи  | Ігри   | Голи   | Ігри | Голи | Ігри    | Голи    |
| ------------------- | --------- | --------------------------------------- | ---- | ---- | ----- | ----- | ------ | ------ | ---- | ---- | ------- | ------- |
| «Олімпія» (Радотін) | 2018–2019 | Чемпіонат Праги                         | 10   | 0    | 0     | 0     | 0      | 0      | 0    | 0    | 10      | 0       |
| «Сокол» (Брозани)   | 2018–2019 | Чемпіонат Праги                         | 6    | 0    | 3     | 0     | 0      | 0      | 0    | 0    | 9       | 0       |
| «Дукла» (Прага)     | 2019–2020 | Чеська національна футбольна ліга       | 0    | 0    | 0     | 0     | 0      | 0      | 0    | 0    | 9       | 0       |
| «Чернігів»          | 2022-2023 | Чемпіонат України з футболу: перша ліга | 8    | 0    | 0     | 0     | 0      | 0      | 0    | 0    | 8       | 0       |
| Загалом             | Загалом   | Загалом                                 | 24   | 0    | 3     | 0     | 0      | 0      | 0    | 0    | 27      | 0       |

## Нагороди

### Кудрівка
- Кубок Київської області з футболу: 2021
- Кубок Чернігівської області з футболу: 2021, 2022[5]